# Agrégations de droit en France
 (janvier 2024).
En France, les concours d'agrégation de droit constituent un mode de recrutement des enseignants chercheurs du corps des professeurs des universités, à savoir le groupe I des sections du Conseil national des universités (sections 01 à 04). Il existe ainsi quatre concours d’agrégation des disciplines juridiques et politique  : 
- Agrégation de droit privé et sciences criminelles (section 01) ;
- Agrégation de droit public (section 02) ;
- Agrégation d’histoire du droit et des institutions (section 03) ;
- Agrégation de science politique (section 04).

Jusqu'en 2022, les deux autres disciplines héritières des facultés de droit et de sciences économiques que sont les sections de sciences économiques (section 05) et de sciences de gestion (section 06), constituant le groupe II des sections CNU, proposaient elles aussi un concours d'agrégation.
La dernière occurrence du concours d'agrégation de sciences économiques n'a pas été menée à son terme du fait que seulement trois candidatures ont été reçues. À la suite de cela, l'agrégation d'économie a été supprimée début 2022.
L'agrégation de sciences de gestion ne doit pas être confondue avec l'agrégation de l'enseignement du second degré qu'est l'agrégation d'économie et de gestion.
Ces cinq agrégations sont les dernières agrégations de l'enseignement supérieur encore existantes en 2022.

## Calendrier et effectif
Les concours d'agrégation de droit se déroulent tous les deux ans, le droit privé se déroulant en alternance avec le droit public et l'histoire du droit. Seuls les docteurs en droit sont admis à concourir. Pour la session 2014-2015, l'agrégation de droit privé et sciences criminelles a offert 28 postes pour 241 candidats. Pour la session 2015-2016, l'agrégation de droit public a offert 21 postes pour 211 candidats, et l'agrégation d'histoire du droit 6 postes pour 40 candidats. 

## Constitution des jurys
Le jury de chaque concours d'agrégation comprend le président, nommé par le ministre chargé de l'enseignement supérieur parmi les professeurs de la discipline considérée, et six autres membres nommés par le ministre chargé de l'enseignement supérieur sur proposition du président du jury ; quatre de ces membres sont des professeurs de la discipline concernée. Les deux autres membres du jury sont choisis parmi les professeurs d'une autre discipline ou parmi les personnalités françaises ou étrangères du secteur public ou du secteur privé connues pour leurs compétences ou leurs travaux dans des domaines liés à la discipline considérée. 

## Épreuves
Pour l'ensemble des disciplines, les épreuves de l’agrégation comportent, une discussion des travaux des candidats et au plus trois leçons, l'admissibilité étant prononcée après la discussion des travaux et une leçon 
La première épreuve consiste en une appréciation par le jury des titres et travaux des candidats. Chaque candidat fournit au jury une note analysant ses travaux scientifiques en spécifiant ses objectifs, les difficultés de méthode, les principales sources utilisées et les solutions et résultats obtenus. Pour chaque candidat, deux membres du jury sont chargés par le président de préparer chacun un rapport écrit et de le présenter au jury. Le jury délibère sur ces rapports hors la présence du candidat. Il engage ensuite avec ce dernier une discussion sur ses travaux qui ne doit pas excéder quarante-cinq minutes. Lorsque l'ensemble des candidats a subi l'épreuve prévue par le présent article, le jury établit la liste de ceux d'entre eux qu'il autorise à poursuivre le concours. 
Le concours comprend ensuite deux leçons après préparation en loge pendant huit heures et une leçon après une préparation libre en vingt-quatre heures. Les leçons après préparation en loge durent une demi-heure et peuvent, sur décision du jury prise avant le début des épreuves et pour l'ensemble des candidats, être suivies d'une discussion d'un quart d'heure avec le jury. La leçon après une préparation libre dure quarante-cinq minutes et est obligatoirement suivie d'une discussion d'un quart d'heure avec le jury. 
Pour la leçon avec préparation libre, le candidat peut se faire assister (systématique en pratique) d'une équipe qu'il aura lui-même constituée. Le candidat est libre d'utiliser tous documents. 

### Droit privé et sciences criminelles
Pour l'admissibilité, la première leçon consiste en un commentaire de texte ou de documents et porte sur les sources du droit privé, la théorie générale des preuves en droit privé et le droit des obligations ;
Pour l'admission, la leçon après préparation libre porte sur les théories générales du droit privé et des sciences criminelles ; la leçon après préparation en loge porte, au choix du candidat exprimé lors de son inscription au concours, sur l'une des sept matières suivantes : droit commercial et droit des affaires ; droit international privé ; droit pénal, procédure pénale et sciences criminelles ; droit judiciaire privé ; droit social ; philosophie du droit ; droit civil.

### Droit public
Pour l'admissibilité, la première leçon consiste en un commentaire de texte ou de document, tiré au sort par le candidat, portant sur une des matières ou groupes de matières suivantes (au libre choix du candidat) : droit constitutionnel, institutions politiques et vie politique ; droit administratif et science administrative ; finances publiques et fiscalité ; droit international et relations internationales ou droit communautaire et européen ; théorie du droit ou histoire des idées politiques. Le document peut être, au choix du jury, une disposition législative, une stipulation conventionnelle, une décision de justice, un texte de doctrine, etc. 
Pour l'admission, la leçon après préparation libre de 24 heures porte sur une des matières au choix du candidat non traitée lors de la leçon d'admissibilité. La seconde leçon d'admission après préparation en loge porte sur une des matières au choix du candidat non traitée lors de la leçon d'admissibilité et de la première leçon d'admission.

### Histoire du droit
Pour l'admissibilité, la leçon en loge porte, après tirage au sort, sur l'une des trois matières suivantes : 
- le droit romain public et privé ;
- l'histoire du droit public français ;
- l'histoire du droit civil, commercial et pénal français.

Pour l'admission, la leçon après préparation libre en 24 heures porte, au choix du candidat, sur l'une des matières suivantes : 
- l'une des deux matières qui n'a pas été tirée au sort pour la leçon d'admissibilité ;
- l'histoire du droit canonique ;
- l'histoire de la pensée politique ;
- l'histoire économique.

La seconde leçon d'admission après préparation en loge consiste en un commentaire de texte ou de document portant sur la matière encore non traitée après la leçon d'admissibilité et la première leçon d'admission.

#### Simplification des termes par l'arrêté du 15 octobre 2014
Le « Concours d'histoire du droit, des institutions et des faits économiques et sociaux » est devenu le « Concours d'histoire du droit » ;
Les bornes chronologiques ont été enlevées des intitulés des matières :
- « Histoire du droit public français, depuis les invasions germaniques jusqu'au début du XXe siècle » est devenue « Histoire du droit public français » ;
- « Histoire du droit civil, commercial et pénal français, depuis les invasions germaniques jusqu'au début du XXe siècle » est devenue « Histoire du droit civil, commercial et pénal français » ;
- « Histoire du droit canonique, des origines jusqu'au début du XXe siècle » est devenue « Histoire du droit canonique » ;
- « Histoire de la pensée politique, de l'Antiquité jusqu'au début du XXe siècle » est devenue « Histoire de la pensée politique » ;
- « Histoire économique, de l'Antiquité jusqu'au début du XXe siècle » est devenue « Histoire économique ».

## Controverses autour du concours
Le concours de l'agrégation de droit est l'objet de controverses entre ceux qui en demandent la suppression pure et simple, ceux qui souhaitent le reformer et ceux qui plaident pour son maintien en l'état. Le concours est notamment accusé de favoriser les candidats issus des universités Paris I (Panthéon-Sorbonne) et Paris II (Panthéon-Assas). Statistiquement, ces deux universités fournissent le plus grand nombre de lauréats à chaque concours. Paradoxalement, ces deux universités n'ouvrent jamais de postes à l'agrégation externe.